# Goulart Machado
Goulart Machado (Ilha de São Miguel, Açores, 1953) é um jornalista português. Iniciou a carreira em 1971 no Diário do Alentejo e trabalhou nas redacções dos jornais República, Diário de Notícias, O Diário, Semanário Económico, Diário Económico e Público. Actualmente pertence à direcção editorial da Agência Lusa.